# Nassau Village-Ratliff
Nassau Village-Ratliff és una concentració de població designada pel cens dels Estats Units a l'estat de Florida. Segons el cens del 2000 tenia 4.667 habitants.

## Demografia
Segons el cens del 2000, Nassau Village-Ratliff tenia 4.667 habitants, 1.640 habitatges, i 1.353 famílies. La densitat de població era de 121,7 habitants/km².
Dels 1.640 habitatges en un 38,3% hi vivien nens de menys de 18 anys, en un 68% hi vivien parelles casades, en un 8,5% dones solteres, i en un 17,5% no eren unitats familiars. En el 13,8% dels habitatges hi vivien persones soles el 5,7% de les quals corresponia a persones de 65 anys o més que vivien soles. El nombre mitjà de persones vivint en cada habitatge era de 2,85 i el nombre mitjà de persones que vivien en cada família era de 3,11.
Per edats la població es repartia de la següent manera: un 27% tenia menys de 18 anys, un 8,1% entre 18 i 24, un 29,9% entre 25 i 44, un 25,2% de 45 a 60 i un 9,8% 65 anys o més.
L'edat mediana era de 36 anys. Per cada 100 dones de 18 o més anys hi havia 98,1 homes.
La renda mediana per habitatge era de 43.442 $ i la renda mediana per família de 46.857 $. Els homes tenien una renda mediana de 35.340 $ mentre que les dones 24.924 $. La renda per capita de la població era de 17.410 $. Entorn del 5,5% de les famílies i el 6,8% de la població estaven per davall del llindar de pobresa.

## Poblacions properes
El següent diagrama mostra les poblacions més properes.